# Сциентология
Сциентологията (на английски: Scientology) е система от религиозни вярвания и философски идеи, основана в САЩ от писателя Лафайет Роналд Хъбард (1911–1986) през 1952 г. Тя изповядва смесица от наука и духовност, като вярва в безсмъртието на духа и подобряването му на Земята. Идеята за рай и ад не съществува.
Първоначално представена през 50-те години на 20-ти век като терапевтична практика, наречена Дианетика, Хъбард я преименува на религия и основава Църквата на сциентологията през 1954 г. Организацията популяризира практики като „одитинг“, който има за цел да премахне травматичните „енграми“ от ума, като за всяка сесия се заплаща такса. По-напредналите последователи могат да преминат към тайни нива, наречени Оперативен тетан или Действащ тетан, които включват учения за извънземни събития, като историята за извънземния Зину, описан като владетел отпреди 70 милиона години, който довел милиарди извънземни на Земята и ги унищожил с термоядрени оръжия. Въпреки че това се пази в тайна от повечето последователи, то формира централната митологична основа на предполагаемата сотеирология на сциентологията. Тези аспекти от религията са се превърнали в обект на широко осмиване.

## Етимология
Терминът „Сциентология“, създадена от Хъбард, произлиза от латинската дума scientia („знание“, „умение“), която идва от глагола scīre („знам“), с наставката -ология, от гръцката дума λόγος (lógos, „дума“ или „разказ“). Хъбард твърди, че думата „сциентология“ означава „знание за знанието или наука за знанието“. „Сциентология“ умишлено използва думата „наука“, с цел да се възползва от „престижа и възприеманата легитимност“ на природните науки в общественото съзнание. По този начин сциентологията често е сравнявана с религиозни групи като Христинската наука и Науката за ума, които използват сходни тактики.
Терминът „Сциентология“ е бил използван в публикувани произведения поне два пъти преди Хъбард. В книгата The New Word (1901) поетът и адвокат Алън Ъпуърд за пръв път използва „сциентология“, за да означи сляпо, безкритично приемане на научна доктрина (сравнете със сциентизъм). През 1934 г. философът Анастасиус Норденхолц публикува Scientology: Science of the Constitution and Usefulness of Knowledge, в която използва термина, за да обозначи науката за науката. Не е известно дали Хъбард е бил наясно с някое от тези предишни употреби на думата.

## История
Хъбард е автор на много книги в областта на научната фантастика, повечето от които са писани през 1930-те и 1940-те години. През 1949 г. на конференция на автори на научнофантастични книги, проведена в Ню Джърси, той заявява: „Да пишеш за 1 пени на дума е смешно. Ако човек наистина иска да натрупа милиони, най-добрият начин е да създаде своя собствена религия.“
По време на своята писателска кариера Хъбард започва да се интересува от способностите на човешкия разум. През 1950 г. неговите проучвания биват публикувани под името „Дианетика. Модерната наука на умственото здраве.“ Днес тази книга носи заглавието „Силата на мисълта върху човешкото тяло“.
През 50-те години Л. Рон Хъбард се стреми към юридическо признаване на сциентологията като религия, за да се справи с практически проблеми, включително правни въпроси около дианетиката. През 1953 г. той създава организации с религиозни имена, а през 1959 г. Сейнт Хил Манър във Великобритания става световната централа на сциентологията. За да се противопостави на критиците, Църквата създава Офис за специални дела (Office of Special Affairs) през 1966 г., който се занимава с инфилтриране и събиране на информация, включително чрез Операция Снежанка. Разкритията за тези дейности водят до обиски на ФБР през 1977 г., осъждане на Църквата.
През 1967 г. Хъбард основава Морската организация („Морски орг“; на английски: Sea Org) за най-отдадените членове на сциентологията. До 1981 г. Дейвид Мискавидж се утвърждава като ключова фигура и впоследствие наследява Хъбард след смъртта му през 1986 г. Под ръководството на Мискавидж сциентологията получава данъчен религиозен статут от Служба за вътрешни приходита (IRS) през 1993 г., което представлява значителна юридическа победа за организацията.

## Вярвания и практики
Л. Рон Хъбард е централната фигура в сциентологията, като неговите писания са основата на нейните вярвания и практики. Той описва сциентологията като „лична синтеза“ на философия, физика и психология, като твърди, че неговите идеи са разработени чрез изследвания и експерименти, а не чрез свръхестествено откровение. Сциентолозите гледат на неговите произведения като на свещени текстове и следват стриктен набор от учения, които са скрити от много членове. Работата на Хъбард е смятана за безупречна в рамките на сциентологията, като не се допуска никаква промяна. Църквата популяризира система, наречена „сциентоложки език“, и изисква последователите да овладеят специализираната терминология.
Практиките на Сциентологията се разглеждат като форма на приложена религиозна философия, включваща хипнотични техники за създаване на зависимост и послушание. Движението подчертава важността на практическото приложение и личния опит, вместо сляпото вярване. Сциентолозите са насърчавани да валидират ученията чрез собствения си живот, съсредоточавайки се върху подобряване на условията. Образователните методи на Църквата, известни като „Техника на учене“, акцентират върху разбирането на всяка дума преди да се премине напред. Ученията на Хъбард се разглежда от последователите им като научни и непогрешими и твърдят, че „знаят“, че ученията му са верни.

### Одитинг
Централната практика в сциентологията е одитингът, при който един сциентолог, наречен „одитор“, задава въпроси на субект, наречен „предчистен“ (preclearer), с цел да му помогне да премахне психически травми, наречени „енграми“. Одитингът се смята за метод за индукция на леко хипнотично състояние, което създава зависимост и послушание в субекта. След като човекът бъде смятан за освободен от енграми, му се дава статусът „чист“, свързан с подобрено здраве, жизненост и интелигентност. По-високите нива, като Оперативен тетан (ОТ), се смятат за пълна духовна свобода, при която човек може да създава, да ходи навсякъде и да прави всичко.
Цените за пълния курс за одитинг в Църквата на Сциентологията не се рекламират често публично. Към 2011 г. цената за завършване на целия „Мост към Пълна свобода“ (Bridge to Total Freedom) може да достигне 400 000 щатски долара (еквивалент на 542 000 долара през 2023 г.). В писмо от 1964 г. Хъбард заявява, че блок от 25 часа одитинг трябва да струва колкото „три месеца заплата на средностатистически работник от средната класа“. Църквата на Сциентологията често е критикувана за цените, които начислява за одитинг, а изследвания на групата показват, че печалбата е основната ѝ цел. Хъбард заявява, че начисляването на такса за одитинг е необходимо, защото самата практика изисква обмен, и ако одиторът не получи нещо за услугите си, това може да навреди и на двете страни.
По време на одитинга се използва устройство, наречено електропсихометър или е-метър.

### Душа
Хъбард учи, че човек се състои от три части: дух, ум и тяло. Първата от тези части е вътрешното „аз“ на човека, което той нарича „тетан“. Това е подобно на идеята за душата или духа, намерена в религиозните традиции. Хъбард заявява, че „тетанът е човекът. Ти си ТИ в тяло“. Хъбард нарича физическата вселена вселена МЕСТ, което означава „Материя, Енергия, Пространство и Време“. Сциентолозите вярват, че тетаните могат да се екстериоризират; да напуснат телата си. Тетанът се счита за безсмъртно същество, което е претърпяло много прераждания. Човек, който е умрял, се казва, че „е изпуснал тялото“ (dropped the body). Сциентологията признава съществуването на върховно същество, но практикуващите не се очаква да го почитат. Не се извършват посреднически молби за търсене на помощ от това същество в ежедневието.

### Космическа опера и Огнената стена
Митологичната структура, която формира основата на това, което последователите на сциентологията възприемат като пътя към спасението, е историята за Зину. Отразявайки силна научно-фантастична тема в своята теология, ученията на сциентологията правят препратки към „космическа опера“, термин, обозначаващ събития в далечното минало, в които участват „космически кораби, космонавти и междупланетни пътувания“.
Хъбард пише за голяма катастрофа, която се случва преди 75 милиона години. Според тази история, преди 75 милиона години съществувала Галактическа конфедерация от 76 планети, управлявана от лидер на име Зину. Конфедерацията е пренаселена, а Зену транспортира милиони извънземни на Земята и ги убива с водородни бомби. Същностите на тези, които били убити, след това се събирали заедно и в тях били вграждани импланти, предназначени да убият всяко тяло, което тези същности по-късно обитават, ако си спомнят събитията за тяхното унищожение. След масакра, няколко офицери от службата на Зену се бунтуват срещу него, като в крайна сметка го залавят и затварят. Хъбард твърди, че открил мита за Зену през декември 1967 г., след като дълбоко се потопил в своята „времева линия“. Сциентологията учи, че опитите да се възстанови тази информация от „времевата линия“ обикновено водят до смърт на индивида, причинена от присъствието на имплантите на Зину, но благодарение на „технологията“ на Хъбард тази смърт може да бъде избегната.
Организацията на сциентологията твърди, че изучаването на мита за Зину може да бъде вредно за тези, които не са подготвени за него, и документите, обсъждащи Зину, са скрити от повечето членове. Ученията за Зену по-късно са разкрити от бивши членове, като стават обществено достояние след като са представени като доказателства в съдебни дела. Те са широко достъпни онлайн. Членовете, които са получили тези учения, обикновено отричат съществуването им. Хъбард обаче говори за Зину в няколко случая, историята за Зину носи сходства с някои от научнофантастичните разкази, които Хъбард публикува, а съществени теми от историята за Зену присъстват в книгата на Хъбард Сциентология – История на човека.

### Нива на Оперативен тетан
Нивата над „Clear“ в сциентологията се наричат Оперативен тетан (OT), като има общо 15 нива, въпреки че Хъбард завършва само осем по време на живота си. Нива от девето до петнадесето остават неиздадени, като Църквата твърди, че ще бъдат предоставени, когато се постигнат определени постижения в разширяването. За да достигне до нивата OT, членът трябва да посети специфични Напреднали организации, като разходите за достигане на OT VIII варират между 350 000 и 400 000 долара. Най-високото ниво, OT VIII, се разкрива само на кораба на сциентологията Freewinds. Съдържанието на нивата OT се пази в тайна, докато не бъде усвоен материалът от предишните нива, а членовете на по-високи нива обикновено отказват да обсъждат тези учения.

### Психиатрия, психология, психоза
Сциентологията силно се противопоставя на психиатрията и психологията и се стреми да ги замени със собствените си методи. Хъбард критикува психиатрията за причиняване на вреди и я обвинява, че е отговорна за политическо потисничество и за зверства като Холокоста. Въпреки че твърди, че сциентологията не се занимава с психоза, Хъбард разработва Introspection Rundown, след като забелязва, че последователите му страдат от психически сривове. Този метод попада под обществено внимание след смъртта на сциентоложката Лиза Макферсън, която е била изолирана за 17 дни след психически срив.

### Мнения за Хъбард
Сциентолозите възприемат Хъбарда като изключителен човек, но не го почитат като божество. Те го смятат за най-висшия операционен тетан, който е останал на Земята, за да покаже на другите пътя към духовното освобождение, човекът, който е открил източника на човешките страдания и технология, която позволява на всеки да постигне истинския си потенциал. Ръководството на Църквата на сциентологията представя физическата смърт на Хъбард като „dropping his body“, за да може да преследва по-високи нива на изследвания, които не са възможни с тяло, ограничено от Земята.

## Църквата на Сциентологията
Църквата на Сциентологията има главен офис в „Златната база“ (Gold Base) в окръг Ривърсайд, Калифорния, където работят най-високопоставените служители на Морската организация (Sea Org), както и в „Флаг Ланд Бейз“ (Flag Land Base) в Клиъруотър, Флорида. Организацията функционира на йерархичен и вертикален принцип, като структурата ѝ е основно бюрократична. Тя претендира, че е единственият истински представител на сциентологията. Вътрешната структура на организациите на сциентологията е силно бюрократична с акцент върху управлението, основано на статистика. Оперативните бюджети на организацията зависят от резултатите и подлежат на чести прегледи.
До 2011 г. организацията твърди, че има над 700 центъра в 65 държави. По-малките центрове се наричат „мисии“ (missions). Най-голям брой от тях има в САЩ, като вторият най-голям брой е в Европа. Мисиите се създават от мисионери, които се наричат „държатели на мисии“ (mission holders). Членовете могат да създадат мисия, където желаят, но трябва да я финансират сами; мисиите не се финансират от централната организация. Държателите на мисии трябва да закупят всичките необходими материали от централната Църква на Сциентологията; през 2001 г. комплектът за стартиране на мисия е струвал 35 000 долара (еквивалентно на 60 200 долара през 2023 г.).
Всяка мисия или организация в Сциентологията функционира като лицензирана франчайзова единица и търговска компания, като изпраща част от приходите си от начално ниво на одитиране към Международното управление. Организацията има предприемаческа система за награди, като членовете получават възнаграждения за привличането на нови хора или за записването им за напреднали услуги. Представянето на членовете се проследява чрез „статистики“, като подобренията се наричат „нагоре статистики“, а спадовете – „надолу статистики“. През 2012 г. изтекли данъчни документи показват, че Международната Църква на Сциентологията и Църквата на Духовната Технология имат общо 1.7 милиарда долара активи и годишни приходи от около 200 милиона долара.

### Вътрешна организация
Морската организация (Sea Org) е основната управленска единица на Църквата на Сциентологията, съдържаща най-високите нива в йерархията. Членове често са наемани от деца на съществуващи сциентолози и подписват „милиардогодишен договор“ за служба на Църквата, като трудовите им задължения вземат приоритет пред семейния живот, което води до пренебрегване и поставяне в опасност на децата. Рехабилитационната проектна сила (RPF) е дисциплинарна програма за членове на Морската организация, които са отклонени от ученията, включваща тежък труд и интензивно обучение. Офисът по специални въпроси (OSA) функционира като тайна разузнавателна агенция, насочена срещу критици и използваща частни разследващи за защита. Международната асоциация на сциентолозите подкрепя глобалната мисия на организацията.

### Промоционални материали
Сциентология използва различни медии, за да популяризира себе си и да привлича последователи. Хъбард популяризира сциентологията чрез голямо разнообразие от книги, статии и лекции. Организацията публикува няколко списания, включително Source, Advance, The Auditor и Freedom. Сциентологията основава издателска преса, наречена New Era, и аудиовизуален издател Golden Era. Освен това тя използва Интернет за промоционални цели и е използвала реклама, за да привлече потенциални последователи, включително реклами по време на телевизионни излъчвания на Супербоул през 2014 и 2020 г.
Църквата на Сциентологията отдавна използва знаменитости за собственото си популяризиране, започвайки с „Проект Знаменитости“ на Хъбард през 1955 г. и създавайки първия си Център за знаменитости през 1969 г. щаб-квартирата на Центъра за знаменитости се намира в Холивуд, а други клонове има в различни големи градове. През 1955 г. Хъбард съставя списък с 63 знаменитости, които да бъдат привлечени към сциентологията. Известни личности, които са се присъединили, включват Джон Траволта, Том Круз, Кърсти Али, Нанси Картрайт и Джулиет Люис. Църквата използва участието на знаменитости, за да увеличи привлекателността си, като тактика, използвана и от други нови религиозни движения, като например Църквата на Сатаната, Трансцендентална медитация, Движението „Харе Кришна“, както и Кабала Център.

### Реакции спрямо противниците
Църквата на Сциентологията се възприема като жертва на медийно и правителствено преследване. Вътрешната ѝ култура включва твърдения за систематично тормозене. В отговор на критиките организацията е известна със своите агресивни тактики, като водене на многобройни съдебни дела и понякога използване на извънправни мерки срещу тези, които я заплашват. Този подход често привлича негативно внимание и води до това, че сциентологията е възприемана като свой най-голям враг. Репутацията на организацията като изключително съдебно активна е свързана с многобройни правни конфликти, включително съдебни дела срещу правителства, организации и физически лица. Тя използва съдебните действия не само за да контрира критиките, но и за да осигури правно признание като религия. Счита се, че целта на много от тези правни действия е да изтощят ресурсите на критиците, а не непременно да спечели делото.

### Потискащи личности и феър гейм
Църквата на Сциентологията нарича тези, които се смятат за враждебни към организацията, включително бивши членове, „потискащи личности“ (Suppressive Persons или SP). Тези индивиди са изолирани от членовете чрез практика, наречена „дисконекция“ (disconnecting). През 1968 г. Хъбард въвежда политиката справедлива игра или феър гейм (fair game), която позволява на членовете да нараняват, мамят или дори унищожават SP, без последствия. Въпреки че Църквата твърди, че е прекратила тази политика, критиците смятат, че тя все още се използва под различни форми. Сциентологията използва етична и правна система за регулиране на поведението на членовете, като етичните служители наблюдават спазването на правилата на организацията и се справят с нарушенията, вариращи от малки грешки до сериозни потискащи действия.

## Противоречия и конфликти
Църквата на Сциентологията е считана за едно от най-противоречивите нови религиозни движения, с документирана история на проблематично поведение, включително шпионаж, атаки срещу критици и злоупотреба с членовете си. Организацията е участвала в множество съдебни дела, особено след отхвърлянето й от психотерапевтичната общност и статия в списание Time през 1991 г. Тя също така получава статус на освободена от данъци организация в САЩ през 1993 г., което води до допълнителни противоречия. Била е в конфликт с много правителства и правоохранителни органи и често е критикувана за експлоатация на членове и тормоз на своите критици.
Противоречията, свързани с Църквата на Сциентологията, някои от които все още не са разрешени, включват:
- Престъпно поведение на членове на организацията, включително инфилтрация в правителството на САЩ.[19]
- Организирано преследване на хора, възприемани като врагове на Църквата на Сциентологията.[19]
- Политиката на дисконекция в сциентологията, при която някои членове са задължени да прекратят отношения с приятели или членове на семейството, които са „враждебни“ към организацията.[20]
- Смъртта на сциентоложката Лиза Макферсън по време на грижа от организацията. Робърт Минтън финансира многомилионно съдебно дело срещу сциентологията за смъртта на Макферсън. През май 2004 г. наследството на Макферсън и Църквата на Сциентологията постигнаха конфиденциално споразумение.[21]
- Опити да се наложи на  интернет търсачки да цензурират информация, критикуваща организацията на сциентологията.[22]
- Обвинения, че лидерът на организацията, Дейвид Мискавидж, бие и деморализира персонала, и че физическото насилие от страна на началници към подчинени е често срещано явление в организацията. Прессекретарят на сциентологията, Томи Дейвис, отрече тези твърдения и предостави свидетели, които да ги оборят.

Много бивши членове излизат, за да говорат за организацията и негативните ефекти, които ученията ѝ са имали върху тях, включително знаменитости като Лия Ремини. Ремини говори за разрива си с Църквата на Сциентологията, като заявява, че все още има приятели в организацията, с които вече не може да разговаря.

### Мотиви на Хъбард
Обичайни критики срещу Хъбард са, че той е използвал съществуващи източници и обвинения, че мотивите му са финансови. Някои писма и указания на Хъбард към подчинените му подкрепят идеята, че той е използвал религията като фасада за сциентологията, за да запази статута си на данъчно освободена организация и да избегне бъдещи преследвания (неколцина практикуващи дианетика или сциентология вече били арестувани) за медицински твърдения. IRS често цитира изказване, което обикновено се приписва на Хъбард, че начинът да забогатееш е да основеш религия. Много от колегите му в научната фантастика, включително Сам Мервин, Лойд Артър Ешбах и Сам Московиц, си спомнят, че Хъбард повдигал темата в разговори. През 2006 г. Джанет Рейтман от Rolling Stone също приписва това изказване на Хъбард, като забележка към писателя на научна фантастика Лойд Ешбах, записана в автобиографията му.

## В България
През 1991 г. е направен опит за регистрация в България на Сциентологията като вероизповедания или като сдружение. След отказа на Дирекция по вероизповеданията и повторен безуспешен опит, към 2004 г. няма данни за пропаганда или практическа дейност от страна на чуждестранни мисионери на Сциентологията или на нейни последователи в страната.

## Известни членове
- Кърсти Али
- Нанси Картрайт
- Джеф Конауей
- Том Круз
- Чък Кърия
- Джейсън Лий
- Джулиет Люис
- Марисол Никълс
- Джовани Рибизи
- Джон Траволта